# Jánostelek
Jánostelek (1887-ig Nestich, szlovákul Smolenická Nová Ves, korábban Neštich, németül Neustift) Szomolány településrésze, korábban önálló falu Szlovákiában, a Nagyszombati kerületben, a Nagyszombati járásban.

## Fekvése
Nagyszombattól 19 km-re északnyugatra fekszik, az 502-es út mentén.

## Nevének eredete
Magyar nevét egykori tulajdonosáról, gróf Pálffy Jánosról kapta.

## Története
Fényes Elek geográfiai szótárában "Nestich, tót falu, Poson, most F. Nyitra vgyében, Szomolyán mellett: 467 kath., 10 zsidó lak., jó bort termő szőlőhegygyel, s a Kárpáton elég legelővel, erdővel. F. u. gr. Pálffy Jánosné. Ut. p. Nagy-Szombat." 
1910-ben 500, túlnyomórészt szlovák lakosa volt. A trianoni békeszerződésig Pozsony vármegye Nagyszombati járásához tartozott.

## Nevezetességei
- Štefan Banič szülőháza. A helyi temetőben található a feltaláló ejtőernyőst ábrázoló sírköve.

## Híres emberek
- Itt született 1870. november 23-án és itt halt meg 1941. január 2-án Štefan Banič az ejtőernyő feltalálója.